# Dennis van Winden
Dennis van Winden (Delft, 2 dicembre 1987) è un ex ciclista su strada olandese, professionista dal 2010 al 2019.

## Palmarès

### Strada
- 2006 (B&E Koopmans)

Arno Wallaard Memorial
- 2008 (Rabobank Continental Team, quattro vittorie)

2ª tappa Giro delle Regioni (Cassino > Ferentino)
1ª tappa Tour du Haut-Anjou (Château-Gontier > Le Lion-d'Angers)
2ª tappa Tour du Haut-Anjou (Chemazé, cronometro)
Classifica generale Tour du Haut-Anjou
- 2009 (Rabobank Continental Team, cinque vittorie)

Prologo Istrian Spring Trophy (Pisino, cronometro)
1ª tappa Tour de Bretagne (Nantes > Vallet)
2ª tappa Vuelta Ciclista a León (Santovenia de la Valdoncina > Cembranos)
Campionati olandesi, Prova a cronometro Under-23
9ª tappa Tour de l'Avenir (Besançon > Besançon)

#### Altri successi
- 2007 (Rabobank Continental Team)

Prologo Tour Alsace (Sausheim, cronosquadre)
- 2009 (Rabobank Continental Team)

Prologo Olympia's Tour (Amsterdam, cronosquadre)

## Piazzamenti

### Grandi Giri
- Giro d'Italia

2011: 120º
2012: ritirato (7ª tappa)
- Vuelta a España

2012: 164º
2015: 115º

### Classiche monumento
- Milano-Sanremo

2018: 134º
- Giro delle Fiandre

2011: 26º
2012: 81º
- Parigi-Roubaix

2011: 88º
2012: fuori tempo massimo
- Liegi-Bastogne-Liegi

2016: ritirato
- Giro di Lombardia

2010: ritirato
2015: 59º

### Competizioni mondiali
- Campionati del mondo su strada

Stoccarda 2007 - In linea Under-23: 85º
Varese 2008 - Cronometro Under-23: 18º
Varese 2008 - In linea Under-23: 9º
Mendrisio 2009 - Cronometro Under-23: 11º
Mendrisio 2009 - In linea Under-23: ritirato